# Chiron (vệ tinh giả thuyết)
Chiron là một vệ tinh giả thuyết của Sao Thổ được nhìn thấy bởi Hermann Goldschmidt. Sau đó, những quan sát cho thấy rằng không có vệ tinh như vậy tồn tại. Goldschmidt báo cáo về sự khám phá của vệ tinh thứ chín của Sao Thổ vào tháng 4/1861, ông cho rằng nó có quỹ đạo giữa Titan và Hyperion.
Khám phá của Goldschmidt chưa bao giờ được công nhận, và Chiron cũng chưa bao giờ được quan sát trở lại.
Năm 1898, William Henry Pickering khám phá ra Phoebe, hiện tại được cho là vệ tinh thứ chín của Sao Thổ. Lạ thay, năm 1905, Pickering tin rằng ông đã khám phá một vệ tinh mới, ông báo cáo, cũng quay quanh hành tinh giữa Titan và Hyperion. Ông gọi nó là Themis. Giống như Chiron, Themis cũng chưa bao giờ được phát hiện.

## Đặt tên
Vệ tinh giả thuyết này được đặt theo tên của Chiron, một nhân mã trong thần thoại Hy Lạp.